# Albaniens flygvapen

Flygvapnets emblem.

Albaniens flygvapen är en av försvarsgrenarna inom Albaniens väpnade styrkor.
Albaniens flygvapen bildades den 23 april 1951.
Albaniens flygvapen heter på albanska Forca Ajrore e Republikës së Shqipërisë.
Det har en styrka på 500 man.

### Fotnoter
1. ↑  Palgrave Macmillan (2023). Statesman's Yearbook 2023 : The Politics, Cultures and Economies of the World. sid. 86.
2. ↑  (1971). Area Handbook for Albania. sid. 184.
3. ↑  Napier, Michael (2020). In Cold War Skies: NATO and Soviet Air Power, 1949–89. sid. 269.
4. ↑  Central Intelligence Agency (CIA) (2022). CIA World Factbook 2022-2023.